# Lithocystis chiajii
Lithocystis chiajii is een soort in de taxonomische indeling van de Myzozoa, een stam van microscopische parasitaire dieren. Het organisme komt uit het geslacht Lithocystis en behoort tot de familie Urosporidae. Lithocystis chiajii werd in 1858 ontdekt door Schneider.